# Cantonul Pont-de-Salars
Cantonul Pont-de-Salars este un canton din arondismentul Rodez, departamentul Aveyron, regiunea Midi-Pyrénées, Franța.

## Comune
- Agen-d'Aveyron
- Arques
- Canet-de-Salars
- Flavin
- Pont-de-Salars (reședință)
- Prades-Salars
- Trémouilles
- Le Vibal